# Цибуліно (персонаж)
Цибуліно (італ. Cipollino, Чиполліно) — хлопчик-цибулина, герой казкової повісті «Пригоди Цибуліно» італійського письменника Джанні Родарі, а також поставлених за книгою Родарі вистав і мультиплікаційних фільмів. У Радянському Союзі — один з членів Клубу Веселих чоловічків.

## Історія
Цибуліно з'явився в 1951 році в книзі «Пригоди Цибуліно» італійського письменника Джанні Родарі.
Образ Цибуліно отримав велику популярність в СРСР. У журналі «Веселі картинки» він став членом Клубу Веселих чоловічків, що складається з відомих персонажів дитячих книг та фільмів.

## Характер
Безстрашний і хоробрий, Цибуліно одночасно має веселий характер і здатний пожартувати.

## Книги про Цибуліно
«Пригоди Цибуліно» (італ. Il romanzo di Cipollino, «Роман Цибуліно», 1951; 1957 року вийшла як італ. Le avventure di Cipollino, «Пригоди Цибуліно») — казкова повість італійського письменника Джанні Родарі. Персонажі казки — овочі або фрукти та ягоди: швець Виноградинка, кум Гарбуз, дівчинка Редиска, хлопчик Вишенька тощо.

## Фільми про Цибуліно
- «Пригоди Цибуліно» (груз. ჩიპოლინოს თავგადასავალი) — радянський грузинський фільм студії «Сактелерадіо» 1959 року
- «Цибуліно» (рос. Чиполлино) — радянський мультфільм студії «Союзмультфільм» 1961 року
- «Цибуліно» (рос. Чиполлино) — радянський кінофільм студії «Мосфільм» 1973 року